# Hervé Le Tellier
Hervé Le Tellier (Parijs, 21 april 1957) is een Franse schrijver en taalkundige. Hij is sinds 1992  lid van de internationale literaire groep Oulipo (Ouvroir de littérature potentielle, wat zich vertaalt als "workshop van potentiële literatuur"), waarvan hij sinds 2019 voorzitter is. Andere opmerkelijke leden waren onder meer Raymond Queneau, Georges Perec, Italo Calvino, Jacques Roubaud, Jean Lescure en Harry Mathews.
In 2020 won Le Tellier de Prix Goncourt voor L'Anomalie. Nederlandse vertaling: Anomalie. Xander Uitgevers, Haarlem, 2020. ISBN 9789401615891